# کاتیا ویت
کاتیا ویت (انگلیسی: Katya Wyeth؛ زادهٔ ۱ ژانویهٔ ۱۹۴۸) یک هنرپیشه و مدل اهل ایالات متحده آمریکا است.
از فیلم‌ها یا برنامه‌های تلویزیونی که وی در آن نقش داشته است می‌توان به پرتقال کوکی اشاره کرد.